# Walther P38
Walther P38 (Вальтер П38) — немецкий самозарядный пистолет калибра 9 × 19 мм. Разработан фирмой «Карл Вальтер Ваффенфабрик» в г. Целла-Мелис в Тюрингии. С 1938 года состоял на вооружении в Германии, а затем и в вооруженных силах и полицейских службах других стран, в том числе после Второй мировой войны.

## История
В 1936 году Фриц Вальтер и инженер Фриц Бартлеменс (Barthlemens) получили патент (DRP № 721702 от 27.10.1936 г.) на систему запирания канала ствола — защёлкой, вращающейся в вертикальной плоскости. Именно это решение легло в основу нового поколения германских военных пистолетов Вальтер, впервые применено в четвёртом варианте разрабатываемого пистолета. Эрик и Георг Вальтеры получили патент на затвор, выбрасыватель, ударник и указатель наличия патрона в патроннике.
Началом истории разработки пистолета Walther P38 стал 1929 год, когда на фирме Carl Walther Waffenfabrik приступили к опытно-конструкторским работам над новым 9-мм пистолетом для вооружения армии. Немецкие оружейники решили проектировать оружие на базе конструкции 7,65-мм пистолета Walther PP, по сути просто увеличив его габариты. Результатом этих разработок стал пистолет «Militärische Pistole» (MP), появившийся в 1934 году, имевший ту же автоматику по схеме со свободным затвором, что и его прототип.
Испытания показали неприемлемость использования мощного патрона 9×19 мм Парабеллум в пистолете с такой системой автоматики. К тому же, по причине недостаточного финансирования, проектирование нового пистолета для вооружённых сил возобновили позднее, в 1935 году. В 1934—1935 гг. был разработан образец с автоматикой с подвижным стволом и его жёстким запиранием в момент выстрела двумя качающимися личинками, он имел ударно-спусковой механизм двойного действия, куркового типа, со скрытым расположением курка.
В 1936 году разработали новый пистолет под наименованием «Armee Pistole» (AP) с упрощённой системой запирания с одной качающейся в вертикальной плоскости личинкой и двумя возвратными пружинами. В 1937 году пистолет доработали в соответствии с требованиями Управления вооружений сухопутных сил, введя в конструкцию выполненный открытым курок с округлой головкой.
В 1938 году пистолет оснастили курком со спицей и переименовали в «Heeres-Pistole» (HP). После неудач с четырьмя вариантами, в которых использовался скрытый курок, была доработана удачная конструкция предохранителя и УСМ с открытым расположением курка пистолета Walther PP 1929 года. В том же 1938 году начались армейские испытания.
На вооружение вермахта пистолет был принят 20 апреля 1940 года под названием P38 (нем. Pistole 38). Армейский заказ фирме Вальтер был сделан в апреле 1939 года, однако первые поставки в войска осуществили только в августе. Со временем он вытеснил пистолет Люгер-Парабеллум (хотя и не полностью) и стал самым массовым пистолетом германской армии. Выпускался не только на территории нацистской Германии, но и на территории Бельгии и оккупированной Чехословакии.
Во время войны, особенно во второй её половине, технология производства упрощалась ради снижения трудоёмкости, поэтому пистолеты военных выпусков имеют более грубую отделку и даже упрощённую конструкцию (без указателя наличия патрона в патроннике).
Трофейные пистолеты использовались партизанами, а также военнослужащими Красной армии и других стран антигитлеровской коалиции.
Весной 1943 года было отмечено, что пистолеты надёжно работают при использовании армейских патронов немецкого производства, а также патронов производства США и Великобритании, однако при использовании в них 9-мм патронов итальянского производства выпуска военного времени возможны задержки при стрельбе.
После войны производство вооружений в Германии на долгий срок было прекращено. Только в 1957 году в ФРГ возобновилось производство этого пистолета. Он поставлялся на вооружение бундесвера под маркой P1. Пистолет этой модели выпускался также в Турции, Югославии, Франции, Австрии и Швейцарии после ВМВ, в том числе на экспорт.
C 1957 года выпускались пистолеты двух моделей: Р1 и Р38. Р1 выпускались для нужд бундесвера, а Р38 — на экспорт и для нужд полиции. Отличительной чертой обеих послевоенных моделей является облегченная на 100 г литая рамка из алюминий-скандиевого сплава. В незначительных количествах Р38 выпускались на экспорт и со стальными рамками.
В 1950-60-х годах для Walther P.38 был разработан массивный глушитель, предназначенный для тайных операций спецслужб в Европе.
В 1976 году в модель Р1 для увеличения срока службы и использования более мощных патронов были добавлены элементы:
- В рамке Р1 установлен стальной поперечный нагель на участке между замыкателем затвора и затворной задержкой, чтобы принять на себя нагрузки от ствола при выстреле и продлить срок службы рамки из облегчённого сплава;
- В стволах модели Р1 используют вставной запрессованный лейнер из стеллита. Износостойкий стеллит продлевает службу стволов при их интенсивной эксплуатации в армейских условиях и позволяет использовать более мощные патроны 9×19 мм NATO с увеличенным пороховым зарядом.

Пистолет упоминается в литературно-художественных произведениях, встречается в кинофильмах, мультфильмах и компьютерных играх.

## Конструкция

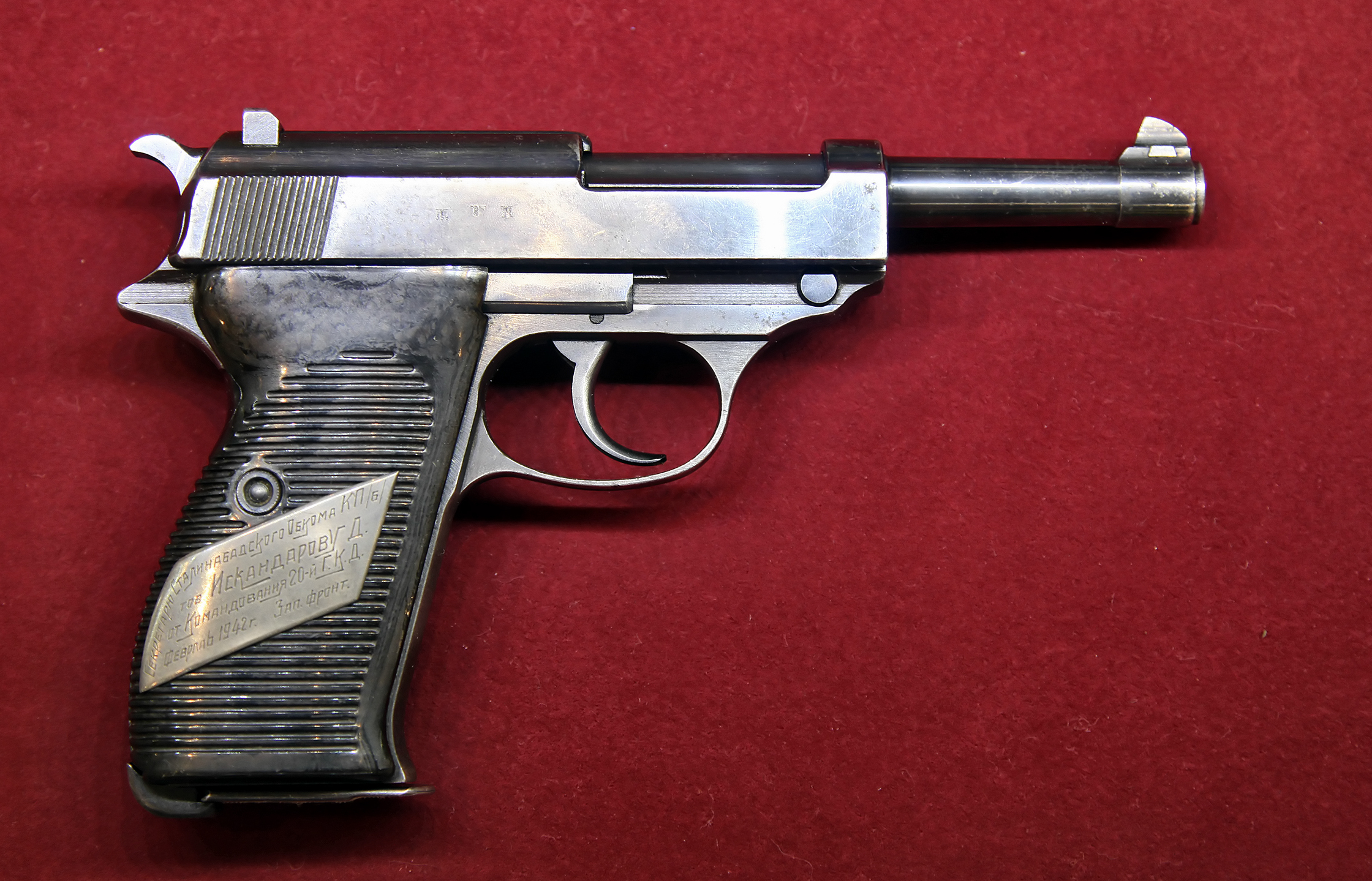
Walther P38 в Тульском музее оружия.

Действие автоматики основано на использовании энергии отдачи при коротком ходе ствола. Запирание ствола осуществляется защёлкой, качающейся в вертикальной плоскости и расположенной между приливами ствола. Расцепление ствола с затвором осуществляется опусканием задней части защёлки подпружиненным продольным стержнем, расположенным в приливе казённой части ствола.
При откате ствола стержень натыкается на рамку и поворачивает защёлку в положение расцепления. Две возвратные пружины, расположенные на направляющих стержнях в желобах в верхней части рамки, сжимаются. При движении вперед за счет разжатия возвратных пружин затвор толкает ствол и подпружиненный стержень возвращается в заднее положение, освобождая защёлку. Под воздействием скоса в дне рамки защёлка поднимается, сцепляясь с затвором.
Пистолет Вальтер П38 состоит из 58 деталей.
Ударно-спусковой механизм — двойного действия, с открыто расположенным курком. Боевая пружина витая, цилиндрическая, расположена в рукоятке. Усилие спуска при взведенном курке 2,5 кг, в режиме самовзвода — 6,5 кг. Спусковая тяга расположена снаружи, на правой стороне рамки.
Ручной предохранитель управляется флажком на левой стороне затвора. При опускании флажка происходит безопасный спуск курка, если он был взведён. При этом блокируется ударник, ограничитель поворота курка опускается и не даёт курку повернуться до взведённого положения ни нажатием на спицу курка, ни нажатием на спусковой крючок.
Спусковой крючок, при выключении предохранителя поворотом флажка вверх, занимает переднее положение. Взведение курка приводит спусковой крючок в заднее положение.
При включении предохранителя спусковой крючок остается в положении, которое он занимал до опускания флажка. Если не было взведения курка или передёргивания затвора, то включение предохранителя оставит спусковой крючок в переднем положении. Если же курок взводился, то при включении предохранителя спусковой крючок останется в заднем положении.
Для военного пистолета такая неоднозначность приводит к неудобству, так как поджатое положение спускового крючка часто связывают с включённым предохранителем. Дело в том, что при включённом предохранителе затвор не стопорится и можно передёрнуть затвор. Курок при этом освобождается от блокировки и свободно поворачивается, а спусковой крючок занимает заднее положение.
Чтобы и после выключения предохранителя постановка на предохранитель также сопровождалась задним положением спускового крючка, необходимо сначала взвести курок, а затем включить предохранитель. Если курок спустить вручную придерживанием и нажатием на спуск, то спусковой крючок займет переднее положение.
После выключения предохранителя выстрел возможен как самовзводом, так и после взведения курка. После взведения курка спуск короткий и мягкий.
Функцию разобщителя выполняет спусковая тяга. Взаимодействуя с поверхностью затвора после выстрела, спусковая тяга опускается вниз, осуществляя разобщение с шепталом. Спусковой крючок при нажатии передаёт усилие на курок только если он был полностью отпущен, чем обеспечивается ведение только одиночного огня.
Для предотвращения преждевременного выстрела при недоходе затвора в положение запирания ударник блокируется автоматическим предохранителем, расположенным в затворе над курком. Только после прихода затвора в переднее положение ударник разблокируется подъёмным рычагом, который находится на одной оси с курком.
Магазин вмещает 8 патронов, защёлка магазина находится в задней части торца рукоятки. Боевая пружина служит также пружиной защелки магазина. В тыльнике затвора над курком имеется указатель наличия патрона в патроннике в виде выступающего конца тонкого стержня.
После израсходования всех патронов из магазина затвор останавливается на затворной задержке в заднем положении. Чтобы снять затвор с задержки, можно опустить вниз рычаг затворной задержки, находящийся слева на рамке на одной оси со спусковым крючком. Если в рукоятке нет пустого магазина, то для снятия затвора с задержки можно затвор немного оттянуть назад и отпустить. При вставленном магазине затвор дошлёт патрон в патронник и пистолет снова будет готов к выстрелу.
Характерные особенности конструкции:
- применены две возвратные пружины малого диаметра, размещенные параллельно в рамке под затвором;
- выбрасыватель расположен слева (стреляные гильзы отражаются влево);
- предохранитель флажкового типа включается при повороте флажка вниз;
- спусковая тяга расположена снаружи, на правой стороне рамки;
- короткий затвор с большим вырезом сверху.

Дизайн с коротким затвором объясняется требованием военных иметь возможность ведения огня через смотровую щель бронетехники, а также желанием немецких оружейников сохранить и развить хорошо зарекомендовавшие себя формы пистолета Luger P08.

## Варианты и модификации

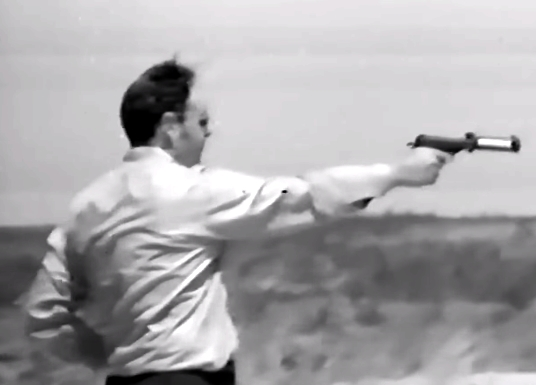
Стрельба из P1 западногерманского производства с глушителем

- Walther AP — опытный образец 1936 года
- Walther HP — второй прототип
- Walther P38 — серийно выпускался с 1939 до весны 1945 года (уже после капитуляции Германии, в 1945—1946 гг. ещё некоторое количество пистолетов было собрано из ранее выпущенных деталей), а также в 1957—2004 в ФРГ[7]
- Walther P.38K — вариант с укороченным до 72 мм стволом, заказанный в 1944 году РСХА для вооружения отдельных категорий сотрудников СД, гестапо и СС. Фирмой «Spree-Werke GmbH» было выпущено несколько тысяч пистолетов этой модели. На этих пистолетах вместо маркировки «Walther» стоит клеймо «cyq», мушка выполнена заодно с затвором-кожухом и является его частью, но целик по-прежнему регулируемый. Позднее, пистолеты этого типа состояли на вооружении Министерства государственной безопасности ГДР, а в 1974—1981 гг. компанией «Вальтер» было выпущено ещё около 1500 шт. P38K (из них 200 — под патрон 7,65mm Parabellum) для сотрудников антитеррористических спецподразделений ФРГ[7]
- спортивно-тренировочный 5,6-мм Walther P38 — послевоенная коммерческая модель западногерманского производства под патрон .22 LR[8]
- Walther P.1 — модель 1957 года[7]
- Walther P.4 — полицейский пистолет с длиной ствола 104 мм.

### Травматические, газовые и пневматические пистолеты
- ЕРМА 38Р — 9-мм травматический пистолет под патрон 9 мм P.A. производства компании «ЕРМА-Iнтер». Имеет внешнее сходство с Walther P38[9]
- ЕРМА 38Г — газовый пистолет производства компании «ЕРМА-Iнтер»[10]
- BRUNI ME-38P - стартовый/газовый пистолет производства итальянской компании Bruni[11]
- Crosman P-338 — 4,5-мм пневматический газобаллонный пистолет
- Crosman C41 — 4,5-мм пневматический газобаллонный пистолет, произведен тайваньской компанией WinGun[12]
- Umarex Walther P38 — 4,5-мм пневматический газобаллонный пистолет, выпускается немецкой компанией Umarex
- Maruzen Walther P38- 6 мм пневматический пистолет . Является самой точной копией пистолета Walther P38.
- WE Walther P38 — 6-мм пневматический пистолет. Является точной страйкбольной копией пистолета, УСМ работает в соответствии с боевым прототипом.

## Страны-эксплуатанты
- Австрия: после аншлюса в марте 1938 года пистолеты начали поступать на вооружение войск и иных силовых структур, а по окончании Второй мировой войны некоторое количество пистолетов осталось в их распоряжении.
- Алжир: в 1954 – 1962 годах, во время войны за независимость Алжира, значительное количество пистолетов Walther P38 поступило в Алжир из Египта[13]. Ещё некоторое количество стало трофеями в ходе войны против французов.
- Ангола: некоторое количество пистолетов Walther P38 поступило в Анголу в 1960-е годы и использовалось в последующие годы[13].
- Третье Болгарское царство.
- Королевство Венгрия: некоторое количество получено от немцев[14].
- Германия: на вооружении армии и полиции (после того как в декабре 1997 года на вооружение был принят P8, началось замещение Walther P1)[15].
- Исламская Республика Афганистан: в 2005 году бундестаг принял решение передать МВД Афганистана 10 тысяч пистолетов Walther P1, снятых с вооружения бундесвера и находившихся на хранении. Пистолеты были поставлены в 2006 году, использовались афганской полицией, причём значительное количество было похищено и утрачено в последующие годы – осенью 2009 года в распоряжении правительственных сил осталось около половины полученных пистолетов[16].
- Казахстан: по состоянию на 2007 год сертифицирован в качестве служебного оружия[17].
- Пакистан: оставался на вооружении по меньшей мере до 2003 года[18].
- Португалия: принят на вооружение армии в 1961 году под наименованием Pistola 9 mm Walther m/961, в 2019 году снят с вооружения с заменой на Glock 17[19].
- Нацистская Германия: на вооружении армии и иных военизированных вооружённых формирований. Производство первой партии пистолетов началось в конце 1939 года, 26 апреля 1940 года армии были переданы первые 1500 шт.
- СССР: трофейные пистолеты использовались партизанами, а также военнослужащими Красной армии.
- Россия: некоторое количество пистолетов оставалось на хранении по меньшей мере до 2019 года[20].
- Украина: является служебным и наградным оружием[21][22]; по состоянию на 14 июля 2005 года на хранении Министерства обороны имелось 4300 пистолетов Walther P38 (4200 исправных и 100 предназначенных для утилизации)[23]; по состоянию на 6 августа 2008 года на хранении Министерства обороны осталось 2000 штук[24].; по состоянию на 15 августа 2011 года — 1700 пистолетов Walther P38[25].
- Хорватия: состоял на вооружении в 1990-х годах; около тысячи единиц было закуплено у Украины.
- Швеция: в 1939 году 1500 пистолетов было закуплено для полиции, принят на вооружение под наименованием Pistol m/39[14]; они официально оставались на вооружении и в 1961 году[26].
- Независимое государство Хорватия: некоторое количество получено от немцев[14].

## Галерея

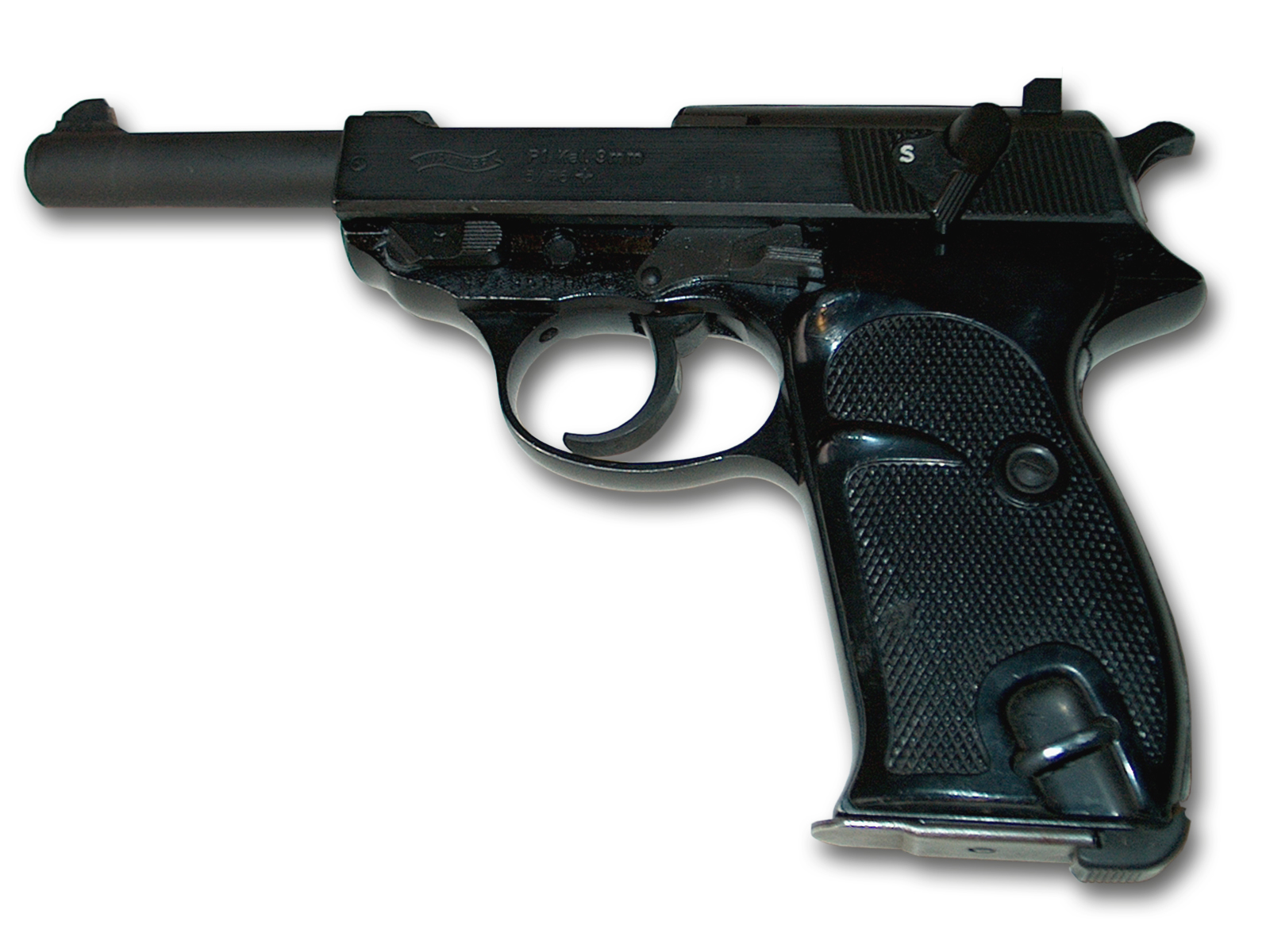
P1
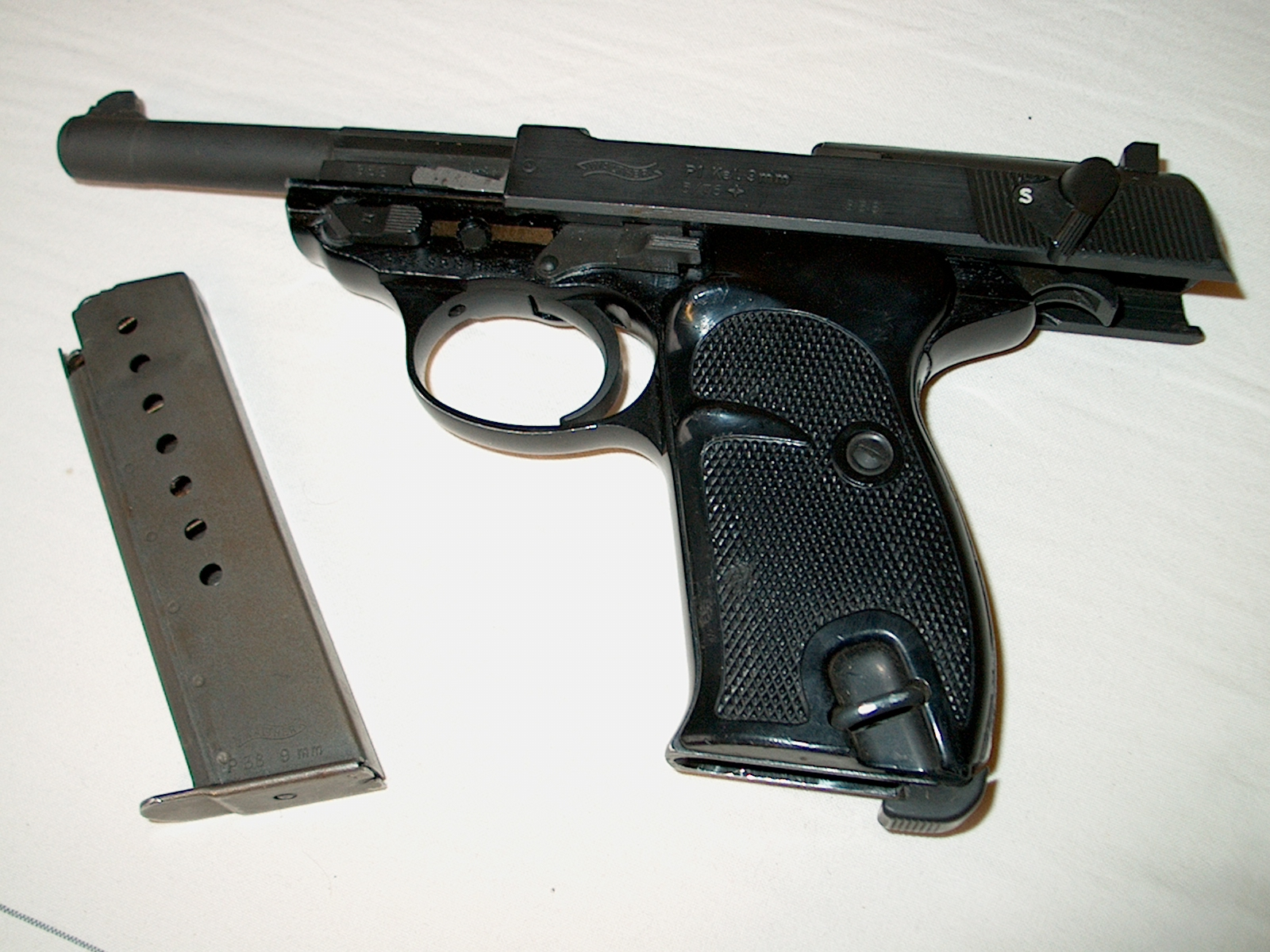
P1 с открытым затвором
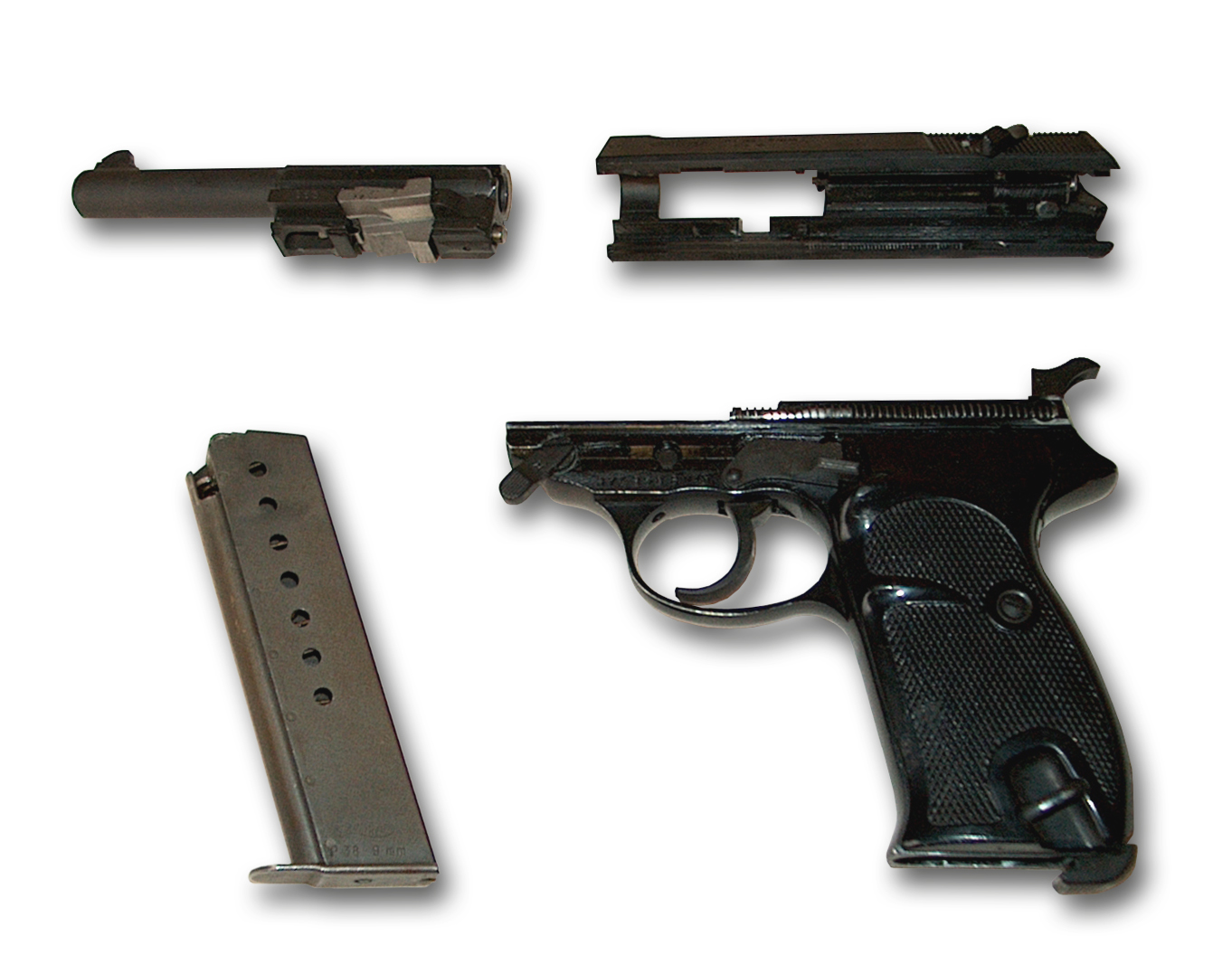
Неполная разборка P1